# Fraquelfing
Fraquelfing est une commune française située dans le département de la Moselle, en région Grand Est.
Cette commune se trouve dans la région historique de Lorraine et fait partie du pays de Sarrebourg.

## Géographie

### Communes limitrophes
| Aspach   | Lorquin                        | Laneuveville-lès-Lorquin |
| Hattigny | Fraquelfing                    | Niderhoff                |
|          | Bertrambois Meurthe-et-Moselle |                          |

### Hydrographie
La commune est située dans le bassin versant du Rhin au sein du bassin Rhin-Meuse. Elle est drainée par le ruisseau du Pre Lemoine et le ruisseau le Ru.

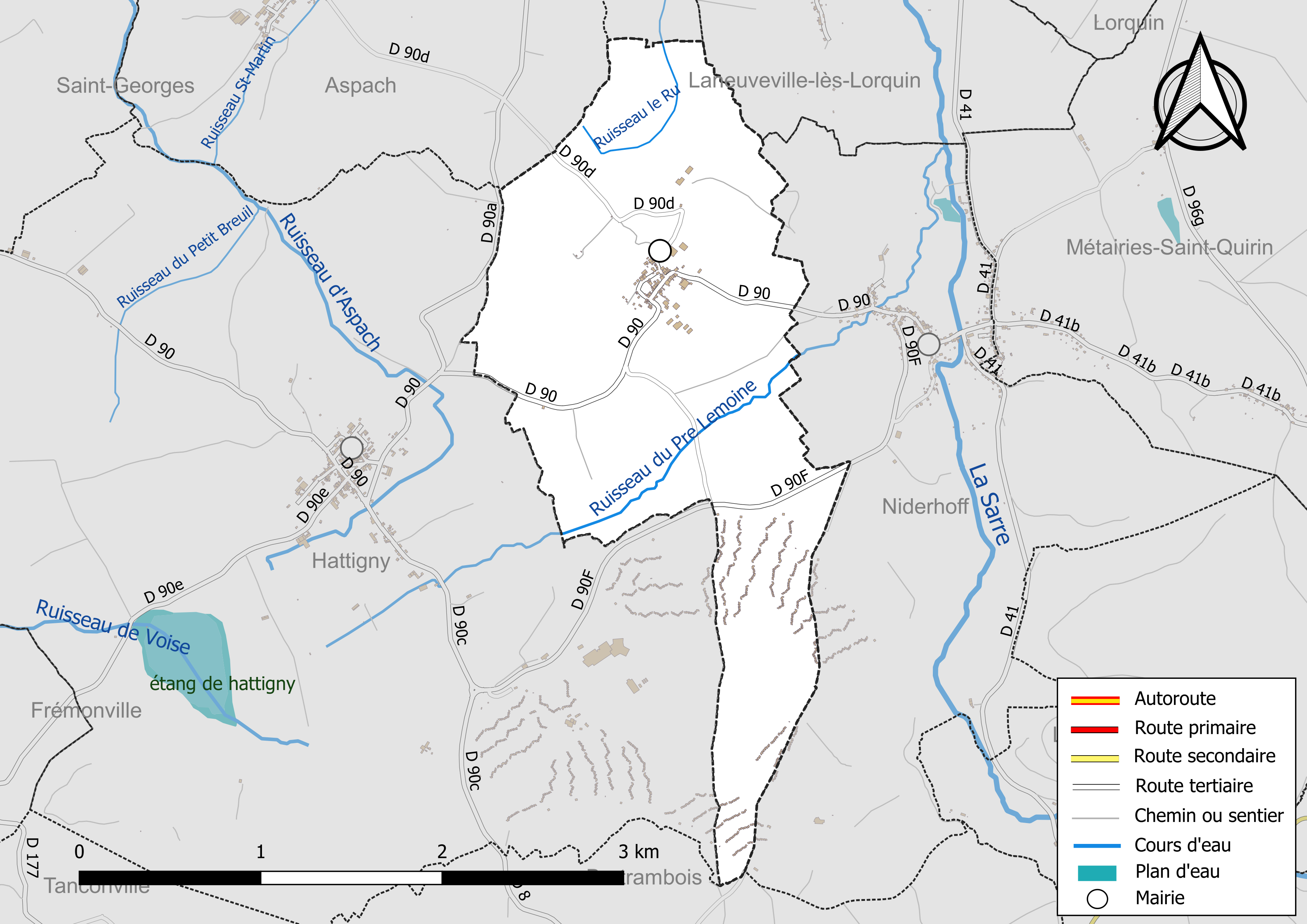
Réseaux hydrographique et routier de Fraquelfing.

### Climat
Pour des articles plus généraux, voir Climat du Grand Est et Climat de la Moselle.
En 2010, le climat de la commune est de type climat des marges montargnardes, selon une étude du Centre national de la recherche scientifique s'appuyant sur une série de données couvrant la période 1971-2000. En 2020, Météo-France publie une typologie des climats de la France métropolitaine dans laquelle la commune est exposée à un climat semi-continental et est dans la région climatique  Vosges, caractérisée par une pluviométrie très élevée (1 500 à 2 000 mm/an) en toutes saisons et un hiver rude (moins de 1 °C). 
Pour la période 1971-2000, la température annuelle moyenne est de 9,7 °C, avec une amplitude thermique annuelle de 17,2 °C. Le cumul annuel moyen de précipitations est de 1 018 mm, avec 12,4 jours de précipitations en janvier et 9,9 jours en juillet. Pour la période 1991-2020, la température moyenne annuelle observée sur la station météorologique de Météo-France la plus proche, « Nitting_sapc », sur la commune de Nitting à 5 km à vol d'oiseau, est de 10,4 °C et le cumul annuel moyen de précipitations est de 993,7 mm. 
La température maximale relevée sur cette station est de 37,9 °C, atteinte le 25 juillet 2019 ; la température minimale est de −19,4 °C, atteinte le 26 décembre 2010,,. 
Les paramètres climatiques de la commune ont été estimés pour le milieu du siècle (2041-2070) selon différents scénarios d'émission de gaz à effet de serre à partir des nouvelles projections climatiques de référence DRIAS-2020. Ils sont consultables sur un site dédié publié par Météo-France en novembre 2022.

## Urbanisme

### Typologie
Au 1er janvier 2024, Fraquelfing est catégorisée commune rurale à habitat dispersé, selon la nouvelle grille communale de densité à sept niveaux définie par l'Insee en 2022.
Elle est située hors unité urbaine. Par ailleurs la commune fait partie de l'aire d'attraction de Sarrebourg, dont elle est une commune de la couronne,. Cette aire, qui regroupe 87 communes, est catégorisée dans les aires de 50 000 à moins de 200 000 habitants,.

### Occupation des sols
L'occupation des sols de la commune, telle qu'elle ressort de la base de données européenne d’occupation biophysique des sols Corine Land Cover (CLC), est marquée par l'importance des territoires agricoles (74,4 % en 2018), une proportion sensiblement équivalente à celle de 1990 (74,5 %). La répartition détaillée en 2018 est la suivante : 
prairies (43,5 %), terres arables (20,7 %), espaces verts artificialisés, non agricoles (13,7 %), forêts (11,4 %), zones agricoles hétérogènes (10,2 %), milieux à végétation arbustive et/ou herbacée (0,5 %). L'évolution de l’occupation des sols de la commune et de ses infrastructures peut être observée sur les différentes représentations cartographiques du territoire : la carte de Cassini (XVIIIe siècle), la carte d'état-major (1820-1866) et les cartes ou photos aériennes de l'IGN pour la période actuelle (1950 à aujourd'hui).

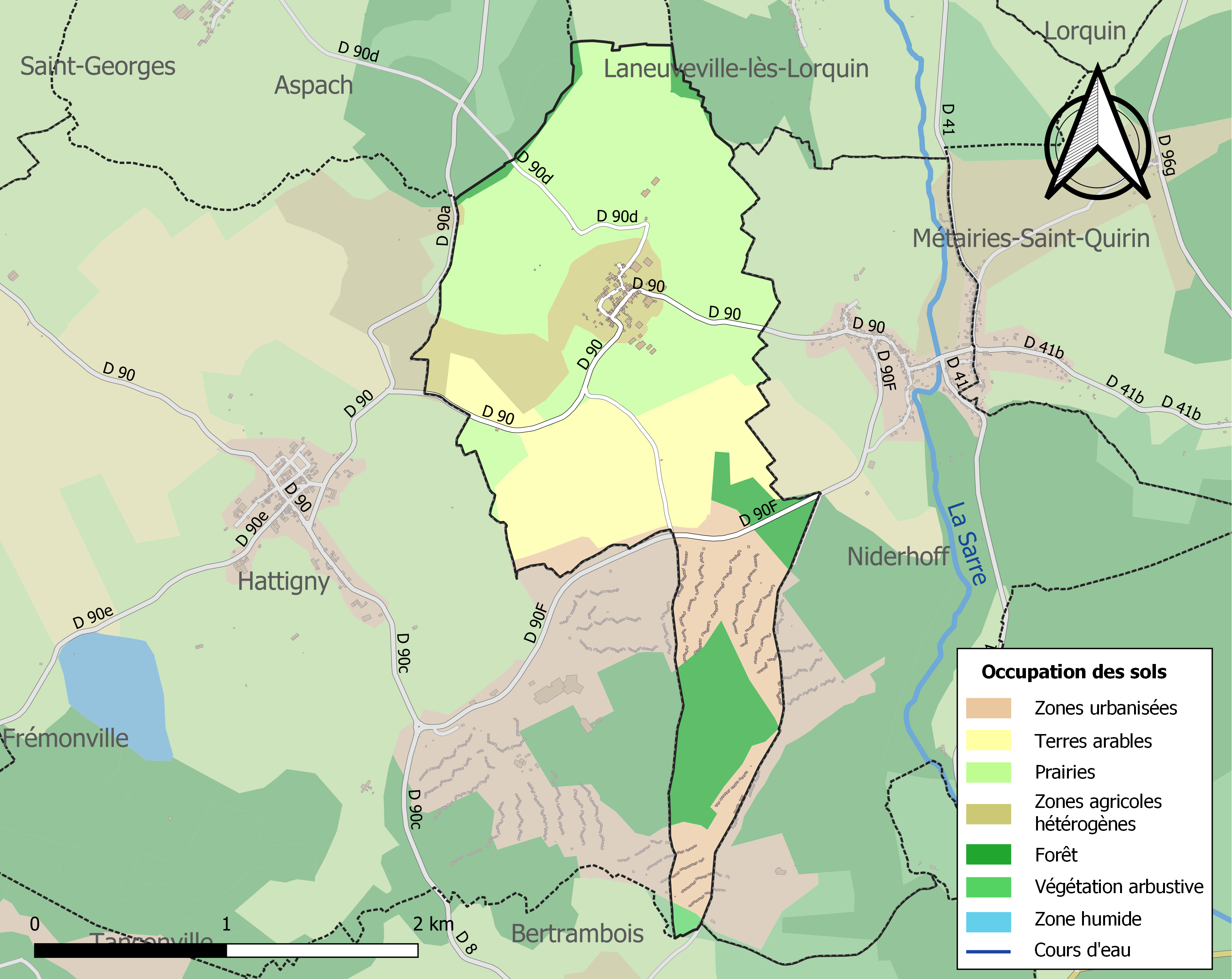
Carte des infrastructures et de l'occupation des sols de la commune en 2018 (CLC).

## Toponymie
- D'un nom de personne germanique Waraculf suivi du suffixe -ingen[13] puis -ing.
- Waracholfingen (IXe siècle)[13], Vrahelfingen et Vrahelvingen (1205), Fraquelfin et Vrachelvingen (1238), Felckelfing (1590), Francalfin ou Franquelfin (1719)[14], Frackelfing (1793), Fraquelfing (1801)[15], Frackelfingen (1915-1918 et 1940-1944).

## Histoire
- Domaine de l'abbaye cistercienne de Haute-Seille dont les voués étaient les comtes de la Petite-Pierre.
- Passa avec Phalsbourg à la Lorraine, puis à la France en 1661 (traité de Vincennes).
- Paroisse en 1205 (Vrahelfingen).

## Politique et administration
| Période                                  | Période   | Identité             | Étiquette | Qualité |
| ---------------------------------------- | --------- | -------------------- | --------- | ------- |
| mars 1983                                | mars 2008 | Marie-Thérèse Biache |           |         |
| mars 2008                                | En cours  | Florian Gauthier     |           |         |
| Les données manquantes sont à compléter. |           |                      |           |         |

## Démographie
L'évolution du nombre d'habitants est connue à travers les recensements de la population effectués dans la commune depuis 1793. Pour les communes de moins de 10 000 habitants, une enquête de recensement portant sur toute la population est réalisée tous les cinq ans, les populations de référence des années intermédiaires étant quant à elles estimées par interpolation ou extrapolation. Pour la commune, le premier recensement exhaustif entrant dans le cadre du nouveau dispositif a été réalisé en 2008.

En 2022, la commune comptait 84 habitants, en évolution de +5 % par rapport à 2016 (Moselle : +0,52 %, France hors Mayotte : +2,11 %).
| 1793 | 1800 | 1806 | 1821 | 1831 | 1836 | 1841 | 1846 | 1851 |
| ---- | ---- | ---- | ---- | ---- | ---- | ---- | ---- | ---- |
| 271  | 236  | 238  | 216  | 248  | 237  | 234  | 259  | 245  |

| 1856 | 1861 | 1871 | 1875 | 1880 | 1885 | 1890 | 1895 | 1900 |
| ---- | ---- | ---- | ---- | ---- | ---- | ---- | ---- | ---- |
| 237  | 243  | 218  | 180  | 196  | 169  | 160  | 154  | 154  |

| 1905 | 1910 | 1921 | 1926 | 1931 | 1936 | 1946 | 1954 | 1962 |
| ---- | ---- | ---- | ---- | ---- | ---- | ---- | ---- | ---- |
| 146  | 155  | 152  | 137  | 129  | 129  | 110  | 96   | 96   |

| 1968 | 1975 | 1982 | 1990 | 1999 | 2006 | 2008 | 2013 | 2018 |
| ---- | ---- | ---- | ---- | ---- | ---- | ---- | ---- | ---- |
| 103  | 107  | 96   | 101  | 108  | 95   | 91   | 81   | 85   |

| 2022 | - | - | - | - | - | - | - | - |
| ---- | - | - | - | - | - | - | - | - |
| 84   | - | - | - | - | - | - | - | - |

## Culture locale et patrimoine

### Lieux et monuments
- Vestiges d'une villa.
- Cimetière mérovingien.

#### Édifice religieux

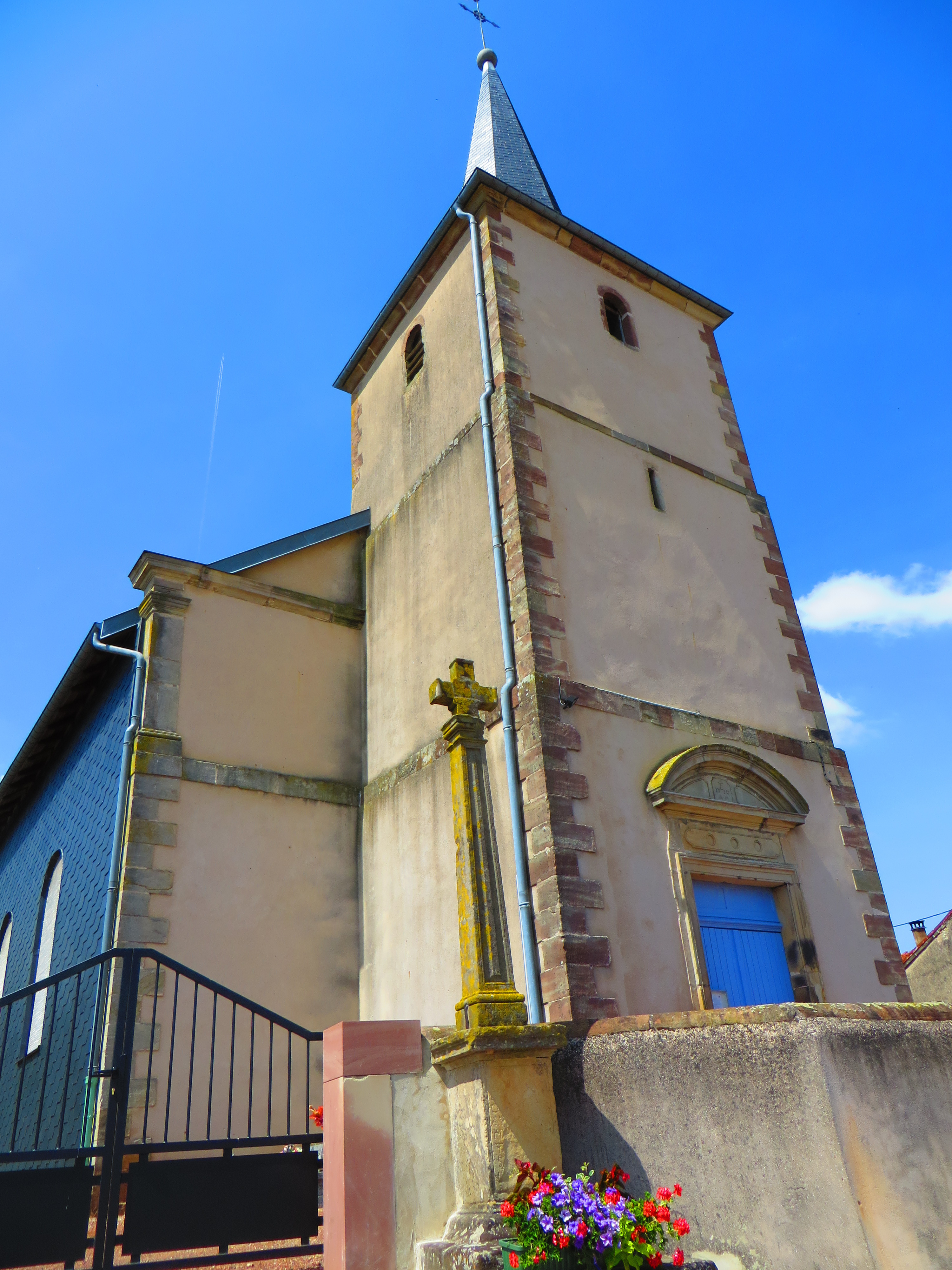
Église paroissiale Sainte-Anne.

- Église paroissiale Sainte-Anne, construite en 1731, reconstruite après 1950 Notre-Dame: autels XVIIIe siècle, chaire de Labroise XVIIIe siècle

### Site de loisir
- Un site Center Parcs a ouvert en 2010, entre Fraquelfing, Hattigny et Niderhoff.

### Héraldique
| Blason de Fraquelfing | Blason  | Échiqueté d'argent et de sable au lion de sinople brochant. |
| Blason de Fraquelfing | Détails | Le statut officiel du blason reste à déterminer.            |